# Bergerhausen (Mindelheim)
Bergerhausen ist ein Ortsteil der schwäbischen Kreisstadt Mindelheim und Teilort der ehemals selbständigen Gemeinde Westernach im Landkreis Unterallgäu.

## Geographie
Der Ort liegt etwa vier Kilometer nordwestlich von Mindelheim und ist durch eine Gemeindestraße und die Kreisstraße MN 25 an den Hauptort angebunden. Bergerhausen ist südlich, östlich und nördlich von Wald Reuterholz umgeben.

## Geschichte
Die Rechte Bergerhausens gingen nach 1275 von einem Heinrich an das Augustinerkloster Mindelheim über. Otmar Mader erwarb 1454 den Weiler von ihnen. Seit dem Reichsdeputationshauptschluss gehörte der Ort zusammen mit Doldenhausen zu Westernach, mit dem er am 1. Januar 1976 nach Mindelheim eingegliedert wurde.